# Gwidon Grochowski
Gwidon Grochowski (ur. 22 czerwca 1929 w Poznaniu, zm. 11 lutego 2004 w Łodzi) – polski siatkarz, medalista mistrzostw Polski, reprezentant Polski, następnie trener siatkówki, m.in. reprezentacji Polski seniorów (1959–1963) i seniorek (1970). Mąż Aleksandry Kubiak.

## Kariera sportowa
W latach 1950–1952 wystąpił 17 razy w reprezentacji Polski seniorów, m.in. na akademickich mistrzostwach świata w 1951. Występował m.in. w Gwardii Warszawa, z którą wywalczył wicemistrzostwo Polski (1951).
Jesienią 1954 został grającym trenerem AZS Łódź. W 1958 wywalczył z tą drużyną akademickie mistrzostwo Polski. W latach 1959–1963 był trenerem reprezentacji Polski seniorów, poprowadził ją na mistrzostwach świata w 1960 (czwarte miejsce) i 1962 (szóste miejsce) oraz mistrzostwach Europy w 1963 (szóste miejsce). Równocześnie w sezonie 1959/1960 współpracował z nieposiadającą stałego trenera drużyną Górnika Katowice, która wywalczyła wicemistrzostwo Polski. W II połowie lat 60. ponownie pracował w AZS Łódź. W 1970 prowadził reprezentację Polski seniorek, m.in. na mistrzostwach świata (9. miejsce).
Był także członkiem zarządu PZPS, pracował również w RFN i Australii, gdzie prowadził reprezentację juniorów tego kraju.